# Эджертон, Джулиан
Джу́лиан Э́джертон (англ. Julian Egerton; 24 августа 1848, Лондон — 22 января 1945, Билсингтон, графство Кент) — британский кларнетист и педагог.
Обучаться игре на кларнете начал с восьми лет под руководством отца, Уильяма Эджертона (1798—1873), игравшего в королевском военном оркестре «Колдстримской гвардии», затем учился у Джорджа Тайлера (1835—1878), солиста Филармонического общества. В течение многих лет Эджертон играл в королевских духовых оркестрах, а также симфонических коллективах под управлением Эдварда Даннрейтера, Артура Салливана и других известных дирижёров. В 1892 году Эджертон стал первым англичанином, исполнившим партию кларнета в Квинтете Брамса. В 1911 году умерла его жена Кэролайн Уэйклин, на которой он женился в 1872 году. У них было семеро детей. В 1917 году он снова женился и вскоре переехал в Билсингтон, графство Кент, где он и умер. Исполнительская карьера музыканта была очень долгой: последний раз он выступил на публике в возрасте 93 лет. Критики отмечали в его игре деликатность и грациозность исполнения, ритмическую точность. В течение многих лет Эджертон преподавал в Королевском музыкальном колледже и Кнеллер-холле, среди его учеников — Чарльз Дрейпер и его племянник Хайдн.